# نیروی زمینی شیلی
ارتش شیلی (به اسپانیایی: Ejército de Chile‎) بازوی زمینی نیروهای دفاعی شیلی است. این ارتش ۵۰ هزارنفر جمعیت دارد که از این تعداد ۹۲۰۰ نفر سرباز وظیفه هستند. ارتش شیلی شامل ۶ لشکر، یک تیپ عملیات ویژه و یک تیپ هوائی است. 
در سال های اخیر و پس از چندین برنامه بازسازی بزرگ، ارتش شیلی به عنوان پیشرفته‌ترین نیروی نظامی در آمریکای لاتین شناخته می‌شود.  
ارتش شیلی عمدتاً از سوی کشورهای آلمان، هلند، سوئیس، ایالات متحده، اسرائیل، فرانسه و اسپانیا تامین می‌شود. 

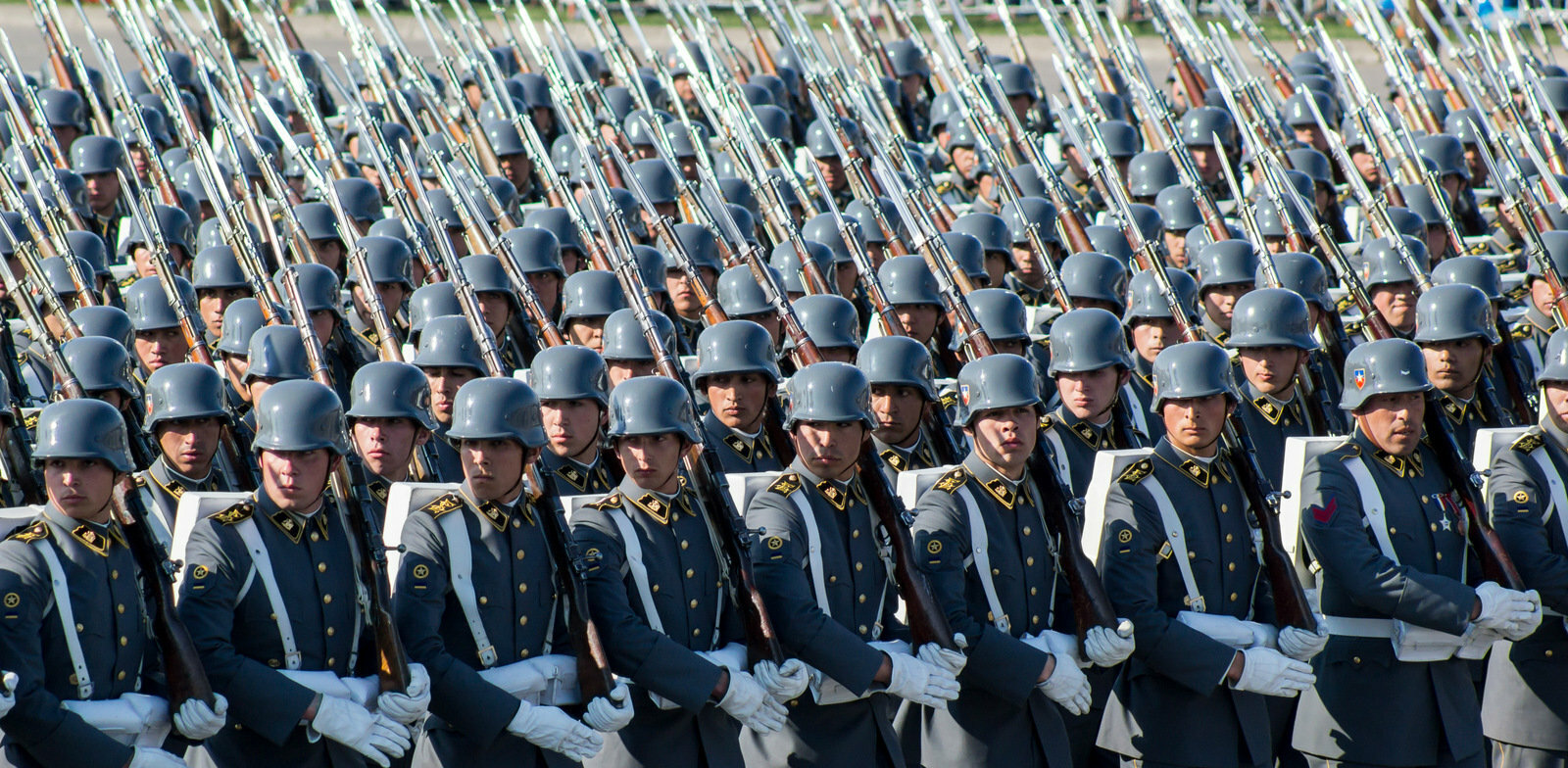
دانشکده افسری ارتش، ۱۹ سپتامبر ۲۰۱۴

## سازماندهی

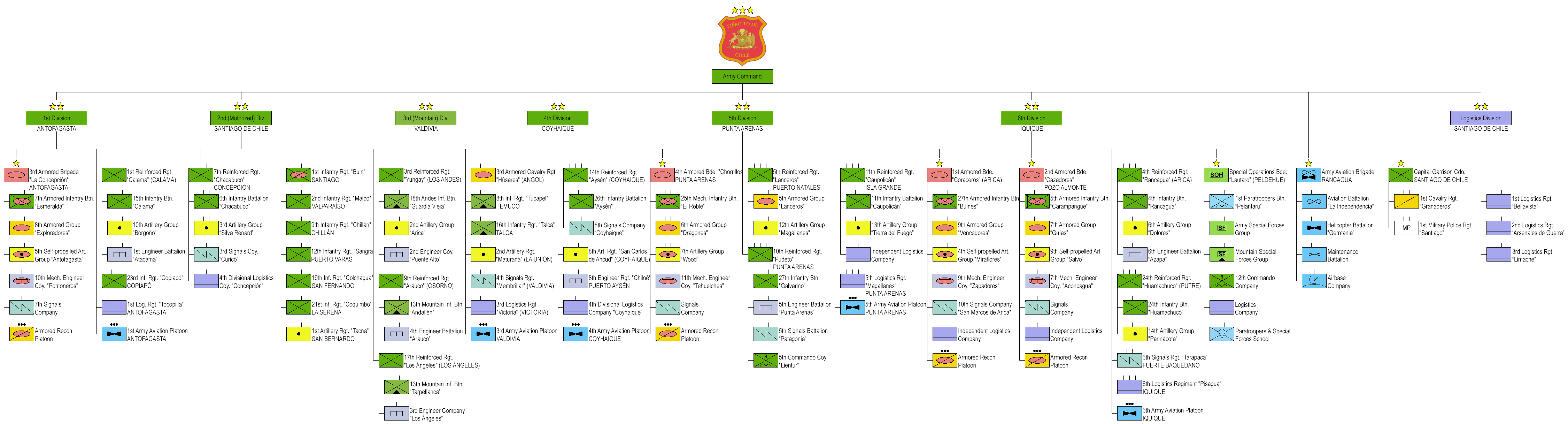
ساختار ارتش شیلی در سال ۲۰۱۴ (روی تصویر کلیک کنید تا تصویر بزرگ شود)

### رده‌بندی ارتش
ستاد ارتش، در سانتیاگو
فرماندهی عملیات زمینی که مقر آن در کنسپسیون، شیلی است. 
- بخش یکم ارتش: مناطق II و III، با مقر آن در آنتوفاگاستا .
- بخش دوم موتوری: مناطق IV، V، VI، VII و کلان‌شهر سانتیاگو؛ مقر آن در سانتیاگو است.
- بخش سوم کوهستانی: مناطق VIII، IX، XIV و X؛ مقر فرماندهی در بالدیبیا.
- بخش چهارم ارتش: در منطقه XI؛ مقر مرکزی در کویهایکیو، شیلی.
- بخش پنجم ارتش: در منطقه XII؛ مقر مرکزی در پونتا آرناس.
- بخش ششم ارتش: در مناطق I و XV، با دفتر مرکزی در ایگیگه
- تیپ هوائی ارتش: با مقر فرماندهی در رانکاگوا ( Brigada de Aviación del Ejército ). این بخش نیروی شامل هوایی ارتش است که از ۴ گردان و یک شرکت تدارکاتی تشکیل شده است.
- تیپ عملیات ویژه «لاتارو» (Lautaro): با مقر فرماندهی در Peldehue ( Brigada de Operaciones Especiales "Lautaro" ). این بخش همان نیروی ویژه ارتش است که به نام یکی از قهرمانان ملی شیلی نامگذاری شده است.

آموزش فرماندهی و دکترین ( Comando de Institutos y Doctrina ) 
- بخش مدارس ارتش ( División Escuelas )
- بخش آموزش ارتش ( División de Educación )
- بخش دکترین ارتش ( División de Doctrina )

فرماندهی نیروی پشتیبانی ( Comando de Apoyo de la Fuerza)
- بخش تدارکات، با دفتر مرکزی در سانتیاگو ( División Logística del Ejército )
- فرماندهی مهندسین
- فرماندهی ارتباطات
- فرماندهی زیرساخت
- فرماندهی صنعت و مهندسی نظامی

## فرماندهی مستقل ارتش
- فرماندهی عمومی گریسون در سانتیاگو. این بخش در خدمت کلانتری سانتیاگو است و مستقیماً به ستاد ارتش گزارش می‌دهد.
- فرماندهی پزشکی در سانتیاگو
- فرماندهی اداری

## ستاد ارتش
- مأموریت نظامی شیلی به واشنگتن
- اداره اطلاعات
- اداره عملیات
- ریاست امور مالی
- اداره لجستیک